# Grozon (Fluss)
Der Grozon ist ein kleiner Fluss in Frankreich, der im Département Ardèche in der Region Auvergne-Rhône-Alpes verläuft. Er entspringt im westlichen Gemeindegebiet von Boffres, entwässert in vielen Windungen generell Richtung Nordwest am Ostrand des Regionalen Naturparks Monts d’Ardèche und mündet nach rund 16 Kilometern im Gemeindegebiet von Lamastre als rechter Nebenfluss in den Doux. In seinem Mündungsabschnitt quert der Grozon die Bahnstrecke Tournon–Le Cheylard.

## Orte am Fluss
(Reihenfolge in Fließrichtung)
- Grangeon, Gemeinde Boffres
- Le Temple, Gemeinde Boffres
- Grozon, Gemeinde Saint-Barthélemy-Grozon
- Saint-Barthélemy, Gemeinde Saint-Barthélemy-Grozon
- Moulin de la Garde, Gemeinde Lamastre
- Lamastre